# Liste nationale irakienne
La Liste nationale irakienne est une coalition de partis politiques irakiens qui a concouru aux élections de décembre 2005 et obtenu 8 % des voix et 25 des 275 sièges de l'assemblée nationale. 
La part principale de cette coalition est l'Entente nationale irakienne (Iraqi National Accord, INA) de Iyad Allaoui alliée aux candidats qui avaient participé aux élections de janvier dans la Liste irakienne, arrivée en troisième alors, avec 13,82 % des voix.

## Histoire
Avant l'élection de décembre, la Liste irakienne a fait fusion avec Les Irakiens de Ghazi al-Yaouar, le parti sunnite le plus en vogue dans les élections de janvier, ainsi qu'avec l'Union du peuple, d'inspiration communiste. La Liste irakienne était ainsi une alternative aux partis religieux, l'Alliance irakienne unifiée, chiite, et le Front d'accord irakien, sunnite, en formant une ligue séculière, inter-communautaire.

## Partis membres
- Parti communiste irakien
- Assemblée des démocrates indépendants
- Union du peuple (Irak)
- Assemblée démocratique Al-Qasimy
- Groupe républicain irakien
- Mouvement socialiste arabe (Irak)
- Rassemblement démocratique indépendant
- Entente nationale irakienne (Iraqi National Accord ou INA)
- Ligue des Chefs et tribus turkmènes irakiens dirigée par Abd Al-Hammed Al-Bayati
- Rassemblement Alfurat Al Awsat
- Les Irakiens
- Coalition de loyauté à l'Iraq
- Alliance irakienne indépendante
- Conseil indépendant des sheikhs irakiens
- Liste nationale
- Ahrar

## Résultats de l'élection de décembre 2005
La coalition a obtenu 977,325 suffrages, soit 8,0 % des bulletins, ce qui lui a donné droit à 25 des 275 sièges de l'Assemblée nationale.